# Štěrkovna (Žákava)
Štěrkovna je rekreační lokalita, která se nachází podél tratě 191 mezi obcemi Žákava a Zdemyslice v okrese Plzeň-jih. Ač oblast administračně patří pod obec Žákava, dopravně je spojena pouze s obcí Zdemyslice.
Na severní části lokality se nachází obora "Žákava pod Vlčtejnem".

## Historie
První budovy zde byly postaveny v roce 1914, kdy došlo k výstavbě štěrkovny a drtírny s lanovou dráhou ve vlastnictví správy státních drah. V roce 1920 se průmyslový závod rozrostl o pilu vyrábějící železniční pražce. Celý areál byl však kvůli nízké rentabilitě již v roce 1927 zrušen. Během roku 1945 byly u osady letci-hloubkaři zničeny dvě lokomotivy.